# Walt Willey
Walt Willey (Ottawa (Illinois), 26 januari 1951) is een Amerikaanse acteur. Hij is voornamelijk bekend door zijn rol als Jackson Montgomery in de soapserie All my Children, gedurende 1987 tot 2011.
Willey werd geboren in Ottawa en zou zijn middelbareschoolperiode voltooien op de Ottawa Township High School. Na het behalen van zijn diploma zou Willey een studie gaan volgen aan de Southern Illinois University. Tijdens zijn studie zou hij basketball spelen tegen soapacteur Drake Hogestyn. In het jaar 1981 verhuisde Willey van Illinois naar New York. Zijn eerste rol was die van Joe Novak in Ryan's Hope. Na medewerking aan producties als bijvoorbeeld Another World zou Willey in 1987 worden gecontracteerd voor de rol van Jackson Montgomery in All my Children.
Naast zijn werkzaamheden voor AMC zou Willey zich in 1989 ook bezighouden met stand-upcomedy. Willey speelde door het gehele land. In 1992 werd de acteur genomineerd voor een People's Choice Award en voor een Soap Opera Update in de categorie Most Valuable Player. 
Willey presenteert met regelmaat inzamelacties voor goede doelen en bedacht dé Willey World Endowment Fond. Hij en zijn derde vrouw, Marie, zijn eigenaar van Crystal Mesa Farm Guest Ranch, vlak bij Santa Fe in New Mexico. Samen hebben ze twee kinderen.